# Họ Vượn cáo
Họ Vượn cáo, danh pháp khoa học Lemuridae, là một họ động vật có vú trong bộ Linh trưởng. Họ này được Gray miêu tả năm 1821. Lemuridae là họ linh trưởng đặc hữu của Madagascar và là một trong 5 họ của liên họ Vượn cáo. Các loài trong họ này từng được xem là tiến tiến hóa của khỉ và các loài trong siêu họ Người, nhưng cách hiểu này không còn chính xác.

## Phân loại
Họ Vượn cáo có 5 chi, và có 22 loài còn sinh tồn.
Họ LEMURIDAE
Chi Lemur: Vượn cáo đuôi vòng
- Lemur catta: Vượn cáo đuôi vòng

Chi Eulemur: vượn cáo
- Eulemur fulvus: Vượn cáo nâu
- Eulemur sanfordi: Vượn cáo nâu Sanford
- Eulemur albifrons: Vượn cáo đầu trắng
- Eulemur rufus: Vượn cáo đỏ
- Eulemur rufifrons: Vượn cáo nâu vòng lông cổ
- Eulemur collaris: Vượn cáo nâu cổ áo
- Eulemur cinereiceps: Vượn cáo đầu xám
- Eulemur macaco: Vượn cáo đen
- Eulemur flavifrons: Vượn cáo đen mắt xanh
- Eulemur coronatus: Vượn cáo mào
- Eulemur rubriventer: Vượn cáo bụng đỏ
- Eulemur mongoz

Chi Varecia
- Varecia variegata: Vượn cáo cổ khoang đen trắng
- Varecia rubra

Chi Hapalemur
- Hapalemur griseus
- Hapalemur gilberti
- Hapalemur meridionalis
- Hapalemur occidentalis
- Hapalemur alaotrensis
- Hapalemur aureus

Chi Prolemur
- Prolemur simus

Chi †Pachylemur
- Pachylemur insignis †
- Pachylemur jullyi †

Họ Vượn cáo từng được chia thành 2 phân họ Hapalemurinae (chi Hapalemur và Prolemur) và Lemurinae (các loài còn lại), nhưng các bằng chứng về phân tử và sự giống nhau về tuyến mùi đã gom chung Lemur catta với Hapalemur và Prolemur.
Các loài vượn cáo trong chi Eulemur được biết là có giao phối mặc dù có sự khác nhau về số nhiễm sắc thể. Eulemur rufifrons (2N=60) và Eulemur collaris (2N=50–52) Vượn cáo nâu được biết là loài lai ở Khu bảo tồn Berenty, Madagascar.

## Hình ảnh

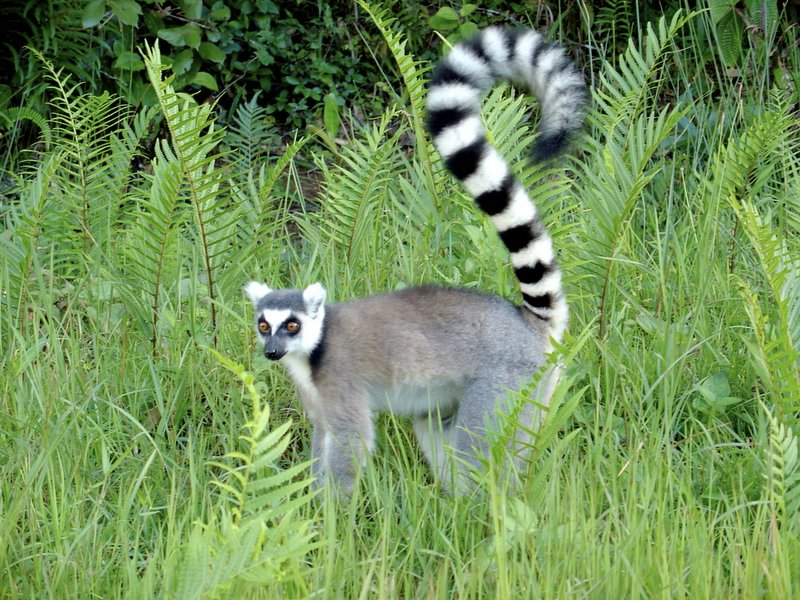
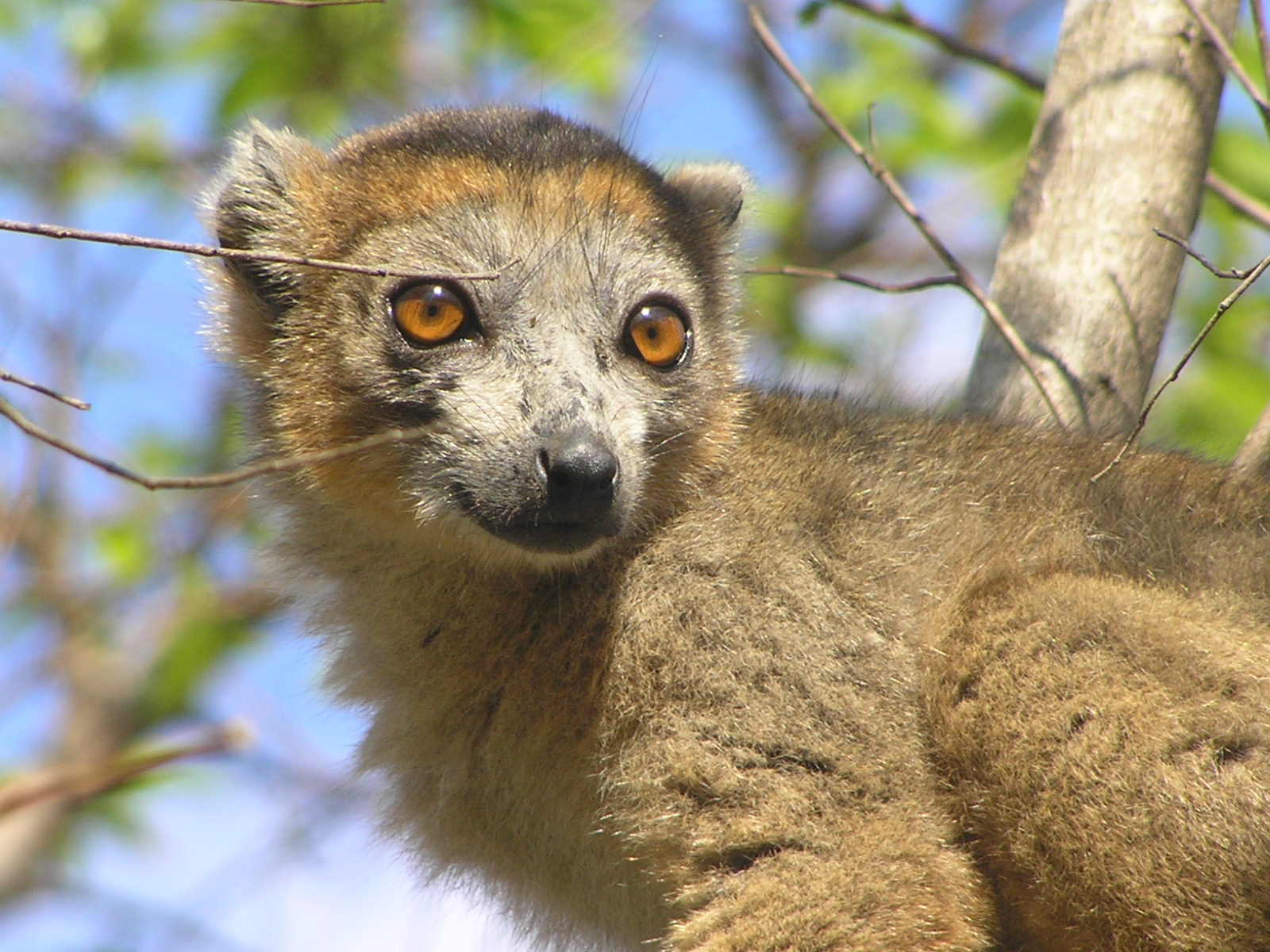
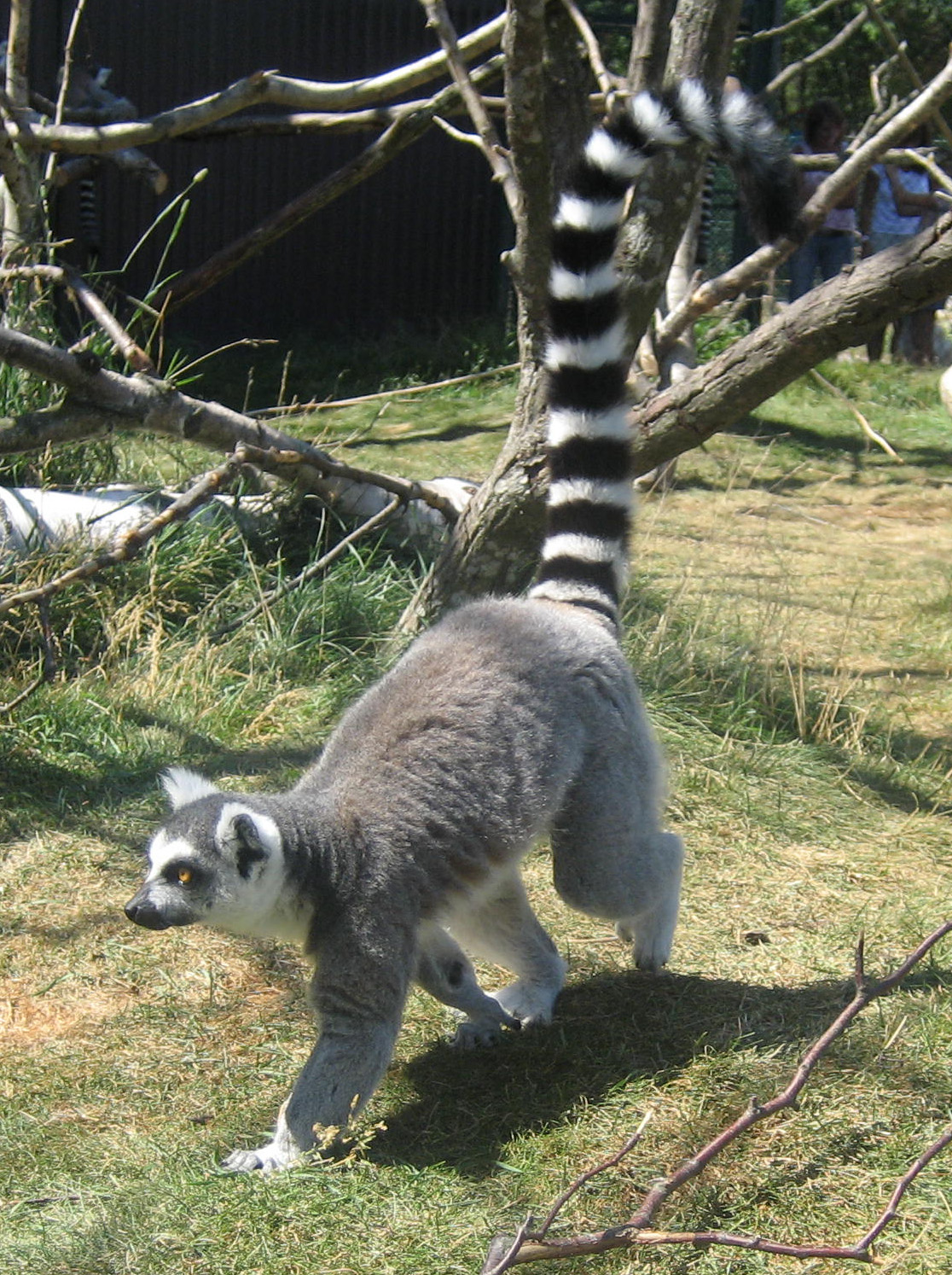
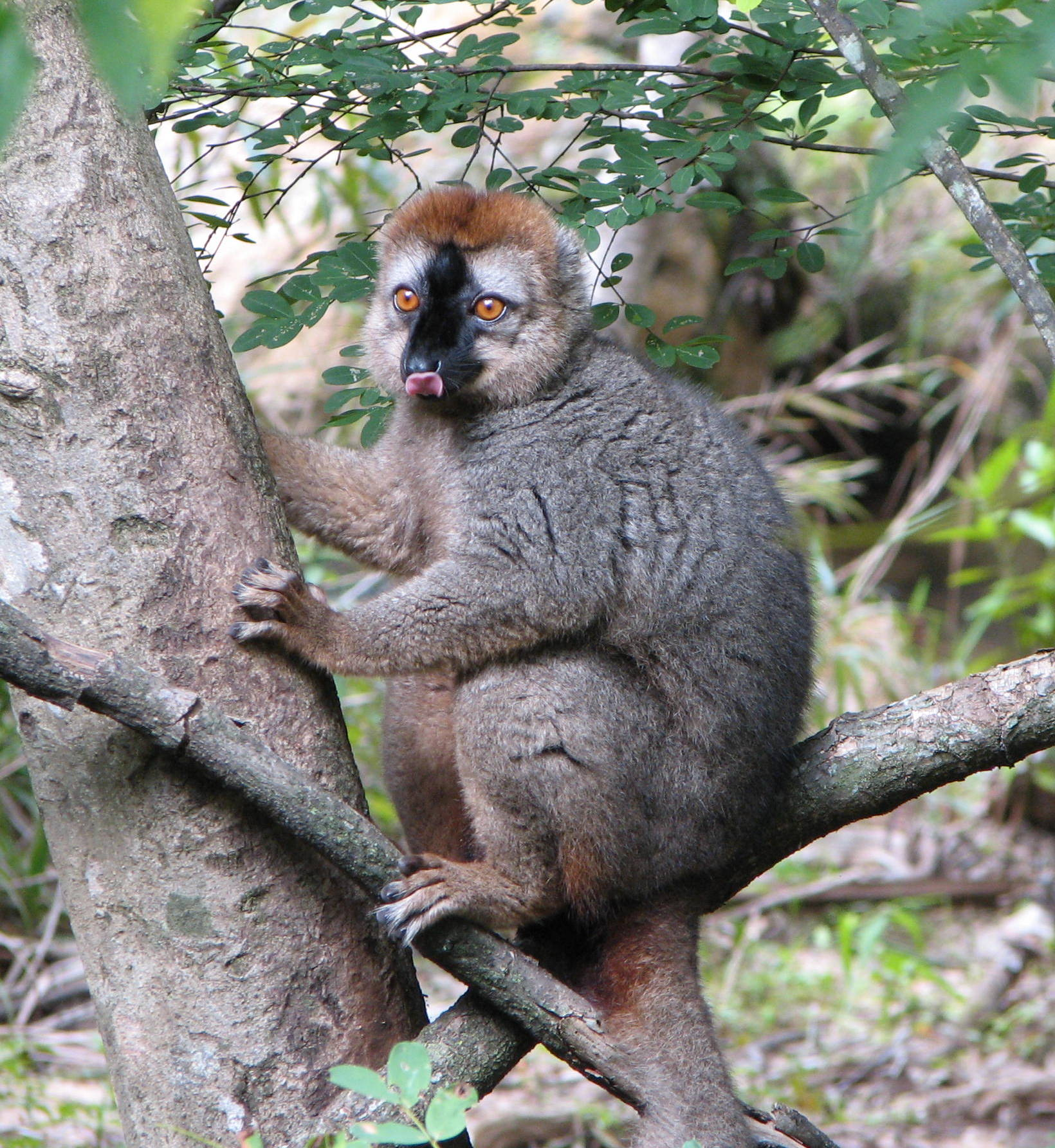